# Samsung Galaxy M35
Il Samsung Galaxy M35 è uno smartphone di fascia media prodotto da Samsung, facente parte della serie Samsung Galaxy M. È stato annunciato e reso disponibile il 24 maggio 2024.

## Caratteristiche tecniche

### Hardware
Il Galaxy M35 è uno smartphone con form factor di tipo slate, le cui dimensioni sono di 162.3 x 78.6 x 9.1 millimetri e pesa 222 grammi. Il frame laterale ed il retro sono in plastica.
Il dispositivo è dotato di connettività GSM, HSPA, LTE e 5G, di Wi-Fi 802.11 a/b/g/n/ac/6 dual band con supporto a Wi-Fi Direct ed hotspot, di Bluetooth 5.3 con A2DP e LE, di GPS con GLONASS, GALILEO, BDS e QZSS. Ha una porta USB-C 2.0 con supporto OTG, è invece assente l'ingresso per jack audio da 3,5 mm.
Presenta uno schermo touchscreen capacitivo da 6,6 pollici di diagonale, di tipo Super AMOLED, con aspect ratio 19,5:9, angoli arrotondati, risoluzione Full HD+ 1080 × 2340 pixel (densità di circa 390 pixel per pollice) e frequenza di aggiornamento a 120 Hz. Il dispositivo può essere usato o con l'espansione microSD o in dual SIM.
La batteria ai polimeri di litio da 6000 mAh non è removibile dall'utente. Supporta la ricarica cablata a 25W.
Il chipset è un Samsung Exynos 1380 con CPU octa-core e GPU ARM Mali-G68 MP5. La memoria interna, di tipo UFS 2.2, è di 128 o 256 GB, mentre la RAM è di 6 o 8 GB (in base alla versione scelta).
La fotocamera posteriore ha 3 sensori: uno principale da 50 MP con rapporto focale f/1.8, uno ultra-grandangolare da 8 MP con f/2.2 ed uno macro da 2 MP con f/2.4. È dotata di autofocus e flash LED, in grado di registrare al massimo video 4K a 30 fotogrammi al secondo, mentre la fotocamera anteriore è da 13 MP con f/2.2.

### Software
Il sistema operativo è Android 14. Ha l'interfaccia utente personalizzata One UI 6.1.